# Malillany Marín
 Malillany Marín   (La Habana, 23 de diciembre de 1980) es una actriz cubana.
Estudió en el Centro de Educación Artística (CEA), en Televisa. En el informativo El NotiFiero interpretó a la reportera, Caridad Cienfuegos. 
En 2009 interpretó a Claudia Bermúdez "la Buenona" en Hasta que el dinero nos separe y posteriormente participó en otros proyectos como actriz y conductora. En el mes de mayo de 2010 posó para la Revista H.

## Trayectoria

### Telenovelas
- Vivir de amor (2024) - Jimena Díaz[1]
- Lo que la vida me robó (2013-2014) - Edna Ángeles Hoya "Haydée" / Esther Olivier
- Que bonito amor (2012-2013) - Elvira Hernández
- Dos hogares (2011-2012) - Jennifer Garza Larrazábal
- Hasta que el dinero nos separe (2009-2010) - Claudia Bermúdez.
- Un gancho al corazón (2008-2009) - Anastasia
- Querida enemiga (2008) - Vanessa
- Tormenta en el paraíso (2007) - Fabiola Sarmiento
- Destilando amor (2007) - Albertina
- La fea más bella (2006) - Dora
- Peregrina (2005) - Argelia
- Rebelde (2004-2006) - Luz Viviana Olivier

### Programas
- Dr. Cándido Pérez (2021) - Gloria
- Esta historia me suena (2020-2023) - Teresa / Anais / Ofelia[2]
- Cuídate de la cámara (2018-Actualidad) - Conductora
- José José, el príncipe de la canción (2018) - Sarita Salazar
- Vivalavi (2018) - Conductora
- Peladito y en la Boca (2016) - Caridad Cienfuegos, Marelli, La Shamamé, y otros personajes.
- Nosotros los guapos (2016-2017) - Rosita
- Hoy (2015) - Conductora
- Mira quien baila (2013) - Concursante
- Feliz a escondidas (2013) - Vanessa Montero
- Como dice el dicho (2012-2018) - 5 episodios 
  - Piensa el ladrón, que todos son de su condición (2012) - Cristina
- El NotiFiero (2007-2009) - Caridad Cienfuegos
- Incógnito (2006) - Clienta del salón de belleza. (Sección: Mi papa es un duende o Jaime Duende).
- ¡Qué madre, tan padre! (2006) - Vecina
- Bailando por la boda de mis sueños (2006)

### Cine
- Volando bajo (2014) - Estrellita Martínez

### Teatro
- Divorciémonos mi amor (2015) Producida por Omar Suárez
- Que rico mambo (2012) Producida por Eduardo Paz
- Aventurera (2013) Producida por Carmen Salínas

## Premios

### Premios TVyNovelas
| Año  | Categoría                 | Telenovela                     | Resultado |
| ---- | ------------------------- | ------------------------------ | --------- |
| 2010 | Mejor revelación femenina | Hasta que el dinero nos separe | Nominada  |

### Premios Bravo
| Año  | Categoría                 | Telenovela                     | Resultado |
| ---- | ------------------------- | ------------------------------ | --------- |
| 2010 | Mejor revelación femenina | Hasta que el dinero nos separe | Ganadora  |

### Premios People en Español
| Año  | Categoría     | Telenovela      | Resultado |
| ---- | ------------- | --------------- | --------- |
| 2013 | Mejor villana | Qué bonito amor | Nominada  |